# Расхладни уређаји
Расхладни уређаји свој рад заснивају на природној особини плина, та особина је да се плин грије када се сабија (прелази из плиновитог у течно агрегатно стање), а хлади када се шири (прелази из течног у плиновито агрегатно стање).
Расхладни уређаји су пројектовани и произведени да гарантују максималан квалитет у хлађењу различитих врста производа у режиму рада од +10 до -30 °C, за различите температурне режиме а према захтевима технологије хлађења производа. Поред стандардних расхладних система производе се и расхладни системи за специјалне намене.
Расхладни уређаји, осим за складиштење хране и пића, користе и за чување лијекова, хемикалија итд. Нижа температура успорава хемијске реакције и биолошке процесе који доводе, на пример, до покварене (и тако нејестиве) хране и неупотребљивих хемикалија.
Расхладни уређаји се користе у:
- Домаћинствима
- Прехрамбеној индустрији
- Трговачким објектима
- Угоститељским објектима
- Индустрији лијекова
- Хемијским индустријама

Клима уређаји као специјална врста расхладних уређаја се користи за климатизацију простора. Климатизација је процес припреме ваздуха у сврху стварања одговарајућег степена угодног за боравак људи, али и других живих бића.

## Принцип рада расхладног уређаја
Процес хлађења се одвија на следећи начин:
Компресор сабија расхладни флуид (фреон) из простора нижег притиска у простор вишег притиска, односно узима флуид из испаривача и сабија га у кондензатор. Приликом сабијања расхладни флуид, његов притисак се повећава а самим ти долази до загријавања флуида. Тако загријан гас пролази кроз сушач-филтар, који упија влагу и сакупља нечистоће из флуида. Након што прође кроз филтар-сушач расхладни флуид пролази кроз капиларну цијев или експанзивни вентил (зависно од изведбе и расхладног капацитета расхладног уређаја). Након тога флуид улази у велики простор испаривача, гдје његов притисак нагло пада и долази до хлађења околног простора, односно долази до одузимања топлоте околноме простору.
Расхладни флуид након што изврши процес хлађења у испаривачу, поново одлази у компресор гдје се наставља процес циркулисања флуида у расхладном уређају.

## Дијелови расхладног уређаја
Расхладне инсталације су смјештене у метално (лимено) кућиште које је обложено стиропором или пур пјеном (полиуретанском пеном).
Дијелови расхладног уређаја сложени су према редоследу функционисања:
- Компресор или електромотор (или неки други погон) са могућношћу циркулисања плина у систему. Компресор сабија плин, при чему се повећава притисак а као нус појава температура плина расте.
- Кондензатор или систем цијеви (сличан хладњаку аутомобила) у којем се плин хлади. У овом процесу хлађења (кондензације) плина мијења се агрегатно стање из гасног у течно стње при чему притисак остаје исти.
- Сушач плина и филтер – течан плин пролази кроз сушач плина. Сушач је испуњен силикагелом и има функцију упијања влаге из фреона.
- Експанзиони вентил или капилара – спречавају нагло ширење плина, тако да плин дође до испаривача у течном стању.
- Испаривач – након што плин прође кроз узак капилар, долази до простора испаривача гдје његов притисак нагло пада, при чему се хлади и његов околни простор.
- Уређаји за регулисање и управљање – пресостат, термостат, хигростат.

### Компресор
Компресор је главни дио сваког расхладног уређаја. Под појмом компресор подразумијеван такве машине у којима се троши механички рад да би се обави процес сабијања гаса. Компресор сабија гас из простора нижег притиска у простор вишег притиска. Захваљујући њему расхладно средство циркулише и мијења агрегатно стање.
По својој конструкцији компресори могу бити :
- клипни компресор
- ротациони компресор
- вијчани компресор
- центрифугални (турбо) компресор.

Сваки од њих има предности и мане, а искуство у раду са њима им је одредило област примјене.
Најразличитије конструкције и величине компресора налазе се у расхладном постројењу, где је он најбитни, најскупљи и најкомпликованији уређај.
Расхладни капацитет компресора може да буде:
- Мали – до 50 kW,
- Средњи – од 50 до 500 kW,
- Велики – већи од 500 kW.

Улога компресора кога покреће мотор у расхладном систему је да сабија гас (пару расхладног флуида) на виши притисак. Такав гас одлази у кондензатор гдје се одвија процес хлађења неким секундарним средством.
Сабијени гас се хладни и кондензује на тај начин да се одводи топлота.

### Кондензатор
Кондензатори су измјењивачи топлоте у којима се кондензује пара расхладног флуида, коју сабија компресор. У кондензатору, док се сабија пара расхладног флуида долази до процеса одузимања топлоте од расхладног флуида.
Процес одузимања топлоте од расхладног флуида можемо подијелити у три фазе:
- прва фаза представља хлађење паре до температуре кондензације, то јест до температуре при којој се може извршити кондензација; за овај процес је потребно 3% површине кондензатора.
- другу фазу чини сам процес кондензације; за овај процес је потребно око 77% површине кондензатора.
- трећу фазу процеса представља подхлађивање течног расхладног флуида, то јест снизити температуру течног расхладног флуида испод температуре кондензације.

У зависности од начина одвођења топлоте од кондензатора, односно од тога да ли се хлади водом или ваздухом, постоје:
1. водом хлађени кондензатор
2. ваздухом хлађени кондензатор
3. водом и ваздухом хлађени кондензатор

#### Водом хлађен кондензатор
Кондензатор са воденим хлађењем примјењује се у расхладним постројењима већих капацитета (од 1 kW па навише) и у условима који обезбеђују довољну количину јефтине, чисте и незагађене воде, (бунарска, ријечна или језерска вода) чије довођење односно одвођење није скупо.

#### Ваздухом хлађен кондензатор
Ови кондензатори се најчешће примјењују. Примјењују се у расхладним уређајима од најмањег капацитета па до индустријских расхладних система. Због своје практичности могу да се примјене на сваком мјесту. За мање расхладне уређаје овакви кондензатори су најјефтинији. У зависности од капацитета расхладног уређаја, ови кондензатори могу бити:
1. са природним струјање ваздуха (код мањих расхладних уређаја),
2. са принудним струјањем ваздуха, уз помоћ вентилатора (код већих расхладних уређаја).

#### Водом и ваздухом хлађени кондензатори
Ови кондензатори се примјењују у расхладним системима гдје нема довољног дотока свјеже воде или је вода веома скупа. Вода се слива преко цијеви кондензатора и хлади их. Сливена вода се пумпом враћа и сакупља, што омогућава њено поновно кориштење. У ове кондензаторе спадају:
1. атмосферски кондензатор (ако ваздух струји око кондензаторских цијеви природно),
2. евапоративни кондензатор (ако ваздух струји око кондензаторских цијеви принудно уз помоћ вентилатора).

### Сушач плина и филтар
Сушач плина и филтар су најчешће једна компонента у расхладном систему која је конструисана тако да врши двије радње истовремено:
1. упија воду из расхладног флуида
2. филтрира расхладни флуид.

Тако да, када говоримо о сушачу плина односно филтру, морамо говорити као да су то двије независне компоненте.
Сушач плина уклања воду из инсталације, а поставља се у течне водове (водове кроз које тече расхладни флуид) између кондензатора и експанзионог вентила (капиларе). Испуњава се неким хигроскопним материјалом (материјалима који могу да упију воду), као нпр: силикагел, алумогел, молекуларна сита, итд. 
Материјал за апсорбовање воде има способност регенерације која се постиже загријавањем, иако је то понекад отежано због присуства уља.
На тијелу сушача налазе се прикључци за улаз и излаз течног расхладног флуида.
Филтар служи да онемогући проток чврстих честица (пијеска, рђе) у компоненте расхладног уређаја, посебно у радни простор компресора и експанзионог вентила (капиларе), јер може доћи до таложења тих ситних честица и блокирања рада одређених компоненти у расхладном уређају.
Филтри се постављају тако да расхладни флуид тече кроз њих, а честице из расхладног флуида се механички заустављају, најчешће вишеслојним мрежицама и ситима од ситних метала (азбестне тканине или других материјала, зависно од врсте расхладног флуида). Код већих расхладних филтара мрежице и сита се лако мијењају, док је код мањих филтара то непрактично и неисплативо.
Дијелови сушача плина и филтра:
1. улазни прикључак
2. мрежице и сита од ситних материјала
3. хидроскопни материјал (силикагел)
4. кућиште (оклоп)
5. излазни прикључак

### Експанзиони вентил
Експанзивни вентил је веома важан елемент расхладне инсталације. Он затвара или успорава проток расхладног флуида, и пропорционално га регулише кроз испаривач у зависности од топлотног оптерећења испаривача, одржавајући приближно константан проток флуида. Променљивост протока расхладног флуида повећава искоришћеност испаривача, због боље оквашености унутрашње површине чиме се омогућава правилан и безбједан рад расхладног уређаја. Овај елемент се користи у расхладним постројењима са клипним компресором и са сувим испаривачом као и у постројењима са више испаривача, при температурама од –50 °C до 0 °C.
Дијелови експанзионог вентила:
1. термостатски елемент
2. кућиште вентила
3. вретено за подешавање
4. цијев за спољашње изједначење притиска
5. одвојена излазна пригушница
6. комплет пригушница
7. осјетљиви елемент
8. капиларна цијев.

### Капиларна цијев
Капиларна цијев се користи на мањим расхладним уређајима (максимално до 10 kW погонске снаге). Има функцију успоравања расхладног флуида (фреона), односно спречава нагло ширење расхладног флуида. Капиларна цијев је конструисана тако да спречава нагло ширење флуида (фреона) (без одређеног механизма који то ради). Капиларне цијеви су најједноставни пригушни и регулациони елементи. Најчешће се праве од бакарних цијеви са унутрашњим пречником од 0,4 до 2 mm, и дужине до 2 m. Дужина цијеви за сваки расхладни уређај треба појединачно да се утврди.
Капиларна цијев се налази између кондензатора и испаривача.

### Испаривач
Испаривач је елемент расхладних инсталација у коме испарава течни расхладни флуид, одузимајући топлоту медију који треба да се хлади (води или ваздуху), што је и сврха комплетног расхладног система. У испаривачу расхладном флуиду притисак нагло пада, и он почиње да хлади односно да одузима топлоту другом медију. Испаравање се врши у цијевима или преко цијеви испаривача. У испаривачу се одвија неколико процеса:
1. струјање флуида
2. испаравање флуида
3. прелазак топлоте

Испариваче можемо подијелити по разним категоријама:
- Према медију који хладе дијелимо их на:

1. испариваче за хлађење воде
2. испариваче за хлађење ваздуха

- У зависности од начина струјања флуида дијелимо их на:

1. испариваче са природним струјањем
2. испариваче са принудним струјањем (пумпа погони расхладно средство)

- Према врсти изведбе дијелимо их на:

1. цијевне испаривачи
2. испаривачи са ребрастом цијеви
3. испаривачи са снопом цијеви
4. испаривачи са вертикалним цевима
5. плочасти испаривачи
6. добошасти испаривачи
7. коаксијални испаривачи

- По начину испаравања дијелимо их на

1. „суве“, за минус (-) режим рада (минус режим рада је када расхладни уређај хлади испод 0
2. „преплављене“, за плус (+) режим рада (плус режим рада је када расхладни уређај хлади до 0

- По начину уградње дијелимо их на:

1. зидне испариваче
2. висеће испариваче

Ипак испариваче најчешће дијелимо према медију који хладе.

#### Испаривач за хлађење воде
Ови испаривачи се израђују као потопљени испаривачи који се потапају у резервоар или базен у коме се налази хлађена течност и израђују се као добошасти испаривачи кроз које струји хладна течност.
Добошасти испаривачи за хлађење воде могу бити са сувим и преплављеним испарењем. Код испаривача са сувим испарењем расхладно средство испарава у цијевима. За мање капацитете користе се конфесијални испаривачи, који се састоје од једне или више унутрашњих цијеви и једне спољашње (омотача). У унутрашњим цијевима испарава расхладно средство, док вода тече у супротном смјеру кроз омотач цијеви.

#### Испаривач за хлађење ваздуха
Испаривачи за хлађење ваздуха углавном су предвиђени за суво испаравање и то тако звано, мирно хлађење (без принудног струјања ваздуха) а могу се користити и за динамичко хлађење (са принудним струјањем ваздуха). Углавном се израђју од оребрених бакарних цијеви. Ребра се обично праве од алуминијума а њихов размак зависи од температуре испаравање (од 2 до 30 mm). Постоје различити начини оребравања а код нас најчешће се користе спирална и ламеласта ребера. Испаривачи за мирно хлађење најчешће се постављају у мањим коморама за хлађење или замрзавање.
Склоп који се састоји од испаривача, кућишта, вентилатора, посуде за скупљање воде од отапања иња, назива се ваздушни хладњак.

### Уређаји за регулисање и управљање
Имамо 3 основан уређаја за регулисање и управљање, пресостат, термостат и хигростат.
Пресостати су електрични прекидачи који у зависности од притиска затварају или отварају струјно коло, а постављају се као елементи за регулисање и заштиту. У зависности од величине притиска, разликујемо пресостат ниског и пресостат високог притиска, као и диференцијални пресостат. Електрични контакти су су постављени тако да при одређеном притиску или разлици притиска струјно коло прекида или затвара. Пресостат који обавља функцију заштите производи се са додатним контактом за поновно укључење (енгл. reset).
Термостат је електрични прекидач који у зависности од температуре прекида или затвара струјно коло. Термостат регулише рад многих уређаја у расхладној постројењу, као што су: електромотор, компресор, магнетни вентил, вентилатор.
Термостат је конструисан тако да је његов механизам преко капиларне цијеви спојен са давачем (осјетљивим елементом) који је изведен као мали резервоар у коме се налази течност или гас. Давач је причвршћен уз објекат којем мјери температуру, у зависности да ли температура расте или опада флуид у давачу ће се ширити или скупљати. Те промјене преко капиларне цијеви ће покренути механизам који ће отворити или затворити струјно коло.
Хигростат је електрични прекидач који прекида и затвара струјно коло у зависности од релативне влажности ваздуха. Принцип рада им се заснива на употреби соли и раствора од чије влажности зависи електрична проводност, односно, количина влаге у ваздуху мења вриједност електричног отпора.
Повећањем влажности се повећава струја која загријава раствор соли, чауру и отпорнички термостат, који је редно повезан са промењивим отпорником у једној грани Витстоновог моста у кућишту хигростата, преко кога се подешава одговарајућа влажност. Добијени импулс преко појачавача и релеја активира контактни механизам који затвара струјно коло неког елемента, од чијег рада зависи релативна влажност у комори гдје је хигростат постављен.

## Расхладни флуиди
Ешер Вес је 1913. године по први пут употребљава монохлорометан као радну материју у расхладном уређају. Двадесетих година прошлог вијека започиње серијска производња расхладних уређаја са монохлорометаном или сумпор–диоксидом као радном материјом. Фреон 1945. године постаје најзначајнија радна материја у расхладној техници, и задржава се до данас.
Расхладни флуид је радан материја која циркулише у постројењу за хлађење и од чије промјене агрегатног стања директно зависи процес хлађења. Да би расхладни уређај имао што већи ефекат, флуид мора да испуни одређене термичке, физичке и хемијске услове.
Расхладни флуид треба да има следеће особине:
1. велику топлоту испаравања
2. специфична топлота течности треба да буде што мања
3. потребан рад сабијене паре флуида треба да буде што мањи
4. критична температура флуида треба да буде већа од максималне температуре кондензације
5. ако је специфична запреминска расхладна способност већа, мање су димензије цијелог система
6. ако је коефицијент провођења топлоте кроз флуид и коефицијент прелаза топлоте између флуида и металних зидова кондензатора већи, смањује се димензија кондензатора
7. температура смрзавања треба да буде нижа од најниже температуре која може да настане у машини
8. притисци кондензације и испаравања треба да буду погодни, притисак кондензације што нижи притисак испаравања што виши.
9. да није запаљив
10. да није отрован
11. контрола истицања флуида треба да буде лака и јефтина
12. да се флуид лако меша са уљима за подмазивање
13. да има стабилан хемијски састав
14. да има што мању вискозност
15. да нема корозивно дејство на метале и заптиве метале, као ни штетно дејство на намирнице у случају да дође до истицања.
16. да није скуп

### Врсте расхладних флуида
Амонијак је безбојан гас оштрог мириса. Веће количине амонијака штетно дјелују на здравље. Хемијски је стабилан до температура 150–200°C. Запаљив је и ако га има у ваздуху у већим количинама (16–26%) може да експлодира. Притисци су, при нормалним условима рада, повољни и крећу се од 3 до 12 бара. Данас се користи у ријетким случајевима.
Угљен-диоксид је гас без боје и мириса. Није отрован ни запаљив. Има високе притиске испаравања и кондензације (20–75 бара) што уз ниску критичну температуру од 31°C представља главне недостатке. Због своје неотровности и незапаљивости користи се у просторијама за климатизацију и у уређајима за хлађење у прехрамбеној индустрији. Данас се користи у ријетким случајевима.
Сумпор-диоксид је отрован гас, без боје, оштрог мириса. Није запаљив, са водом ствара сумпорну киселину, што ствара низ техничких проблема. Испаривач и кондензатор су код уређаја са  обично израђени од бакра.
Метилхлорид се упркос одличним термодинамичким особинама и једноставној и јефтиној производњи ријетко употребљава, првенствено због своје велике токсичности и запаљивости при већим количинама.
Фреони су расхладни флуиди добијени хлорисањем или флуорисањем углавном засићених угљоводоника. Основне сировине за производњу фреона су: метан, етан, пропан и бутан. Постоје различите врсте фреона – R12, R134, R22, R407, R404, R410.
Изобутан – његова ознака је R600. Користи се у уређајима нове генерације због мале количине, ниске цијене и еколошки је прихватљив. Међутим, у већим количинама, и изобутан је запаљив.